# جيمس إم. جريج
جيمس إم. جريج هو محامي وسياسي أمريكي، ولد في 26 يونيو 1806 في مقاطعة باتريك في الولايات المتحدة، وتوفي في 16 يونيو 1869. نشط حزبياً في الحزب الديمقراطي. وقد انتخب عضو مجلس نواب إنديانا ‏ وانتخب عضو مجلس النواب الأمريكي.